# グエン・チ・ミンカイ
グエン・チ・ミンカイまたはグエン・ティ・ミンカイ（ベトナム語：Nguyễn Thị Minh Khai / 阮氏明開、1910年? - 1941年）、はベトナムの革命指導者であり、1930年代のインドシナ共産党指導者である。革命殉教者としてベトナム共産党に顕彰され、現在も多くの街に彼女の名が冠された道路や学校が存在する。

## 生い立ち
1910年1月1日、ゲアン省ヴィンのヴィエンイェン村に生まれる。誕生日については諸説あり、ベトナム女性連協会（Hội Liên hiệp Phụ nữ Việt Nam）のWEBサイトでは11月1日、大団結新聞（Báo Đại Đoàn Kết）では9月30日とされている。
父親のグエン・フイ・ビン、通称ハン・ビンはハノイのニャンチン（現在のタインスアン区ニャンチン坊）のモック村出身の人物であり、ヴィンで公務員を務めていた。母親はハティン省ドゥクトー県ドゥクトゥン出身の小売人、ダウ・チ・トゥーである。1919年、ミンカイはヴィンのカオ・スアン・ズック（高春育）小学校でクォック・グーの読み書きを習った。

## 革命家として
1927年には労働運動に参加し、ベトナム共産党の前身となる「新越革命党」（Tân Việt Cách mạng Đảng）の共同設立者として名を連ね、その後執行委員会のメンバーに選出された。
1930年にミンカイは香港に赴き、当時「阮愛國（グエン・アイ・クォック）」と名乗っていたホー・チ・ミンのコミンテルン極東支部での秘書となった。翌年、ミンカイとホーは互いにひかれあう中となり、結婚を計画していたが、ミンカイが破壊活動の容疑で英国警察に逮捕され投獄されたため、二人の仲は引き裂かれた。
殆ど知られていないが、いくつかの研究によると彼らは事実上の結婚状態であったという。一部の歴史家はふたりが正式な結婚式を行うことなく夫婦として生活していたと主張しているが、現在のベトナム政府は、「ホー・チ・ミンはその生涯において誰かと恋愛関係にあったことはなく、結婚もしていない」としている。
1931年から1934年の間、ミンカイは香港のイギリス政府によって投獄されていたが、1934年にはレ・ホン・フォンと共にモスクワでの第7回コミンテルン世界大会に出席している。後にミンカイとフォンは結婚している。
1936年、ミンカイはベトナムに戻り、サイゴン（現在のホーチミン市）の共産主義者たちの指導者となったが、1940年にフランス植民地政府に捕縛され、翌年にホクモンで銃殺された。

## 家族
弟のグエン・フイ・ズンは心臓病を専門とする医師であり、大学教授でもある。ホーチミン市のチョーライ病院の副所長を勤めていた。彼は詩の本のほか、医学や人文科学に関する書籍を多数執筆している。
妹のグエン・チ・クァン・タイもベトナムの独立運動の活動家であり、ヴォー・グエン・ザップの最初の妻であった。1944年1月29日にロビン療養所（現在のバックマイ病院）で死亡した。
夫のフォンは1939年に投獄され、後に「虎の檻」と称されたコンソン島のプロコンドール刑務所で1942年の9月に死去した。
フォンとの間にできた娘は1939年生まれのレ・グエン・ホン・ミンである。1954年に中国に留学し、後にソ連で機械工学を学び、帰国後にはベトナム共産党の研究員として働いた。1976年からホーチミン市の党委員となり、1995年まで勤めた。